# Max Rockatansky
Max Rockatansky (becenevén „Mad Max”) egy kitalált személy, a róla szóló Mad Max filmek főszereplője.
Max, teljes nevén Maximilian Rockatansky az ausztrál országúti rendőrség, a Main Force Patrol egyik legkiválóbb rendőre volt a társadalmi és a gazdasági hanyatlás éveiben.

## Külső megjelenése, képességei, jelleme
Kb. 178 cm testmagasságú, atletikus testfelépítésű, egészségesen kisportolt. Kaukázusi típusú, haja középbarna, szeme kékesszürke. Családneve alapján feltételezhető részbeni szláv származása. Csendes, ritkán és keveset beszél.
Kiváló céllövő és autóvezető, acélidegzetű, jó műszaki érzéke miatt kisebb javításokat maga is elvégez, akár az út mentén is. Mindössze pár év szolgálat után a legjobbaknak járó beosztást kapta, V8-as Interceptoron üldözhette az országúti ámokfutókat. Kollégái tisztelik, főnöke elismeri, de a karriert nem tartja fontosnak. Tart tőle, hogy sok kollégájához hasonlóan ő is adrenalin- és sebességfüggővé válik, akit a bűnözőktől csak az egyenruha különböztet meg.

## Szolgálati beosztása, családi állapota
Max szolgálati száma MFP-4073, az MFP 508-as rendszámú V8-as elfogó Interceptorra van beosztva. Beosztott társa Jade Dark, de gyakran egyedül járőrözik. Legjobb barátja a testületnél Jim Goose motorosrendőr. Max egy tengerparti házban lakik, felesége Jessie, egy két év körüli fia van.

## Életrajza
Korai életéről semmit sem tudni. Fiatal kora miatt valószínűleg a középiskola után azonnal jelentkezett rendőrnek, ahol gyorsan a legmagasabb szolgálati beosztásba került, Interceptort vezethetett. Alig múlt húsz, amikor feleségül vette Jessiet, majd hamarosan egy fiuk született.
Karrierje a véletlenül éppen a társadalmi összeomlás idejére esett, amikor általánossá vált az áru- és üzemanyaghiány. A városok még működtek, de vidéken már fékevesztett bandák garázdálkodtak. A Main Force Patrol a civilizáció utolsó védvonala azokban az években. Max a szervezet egyik legjobb rendőre lett.
Max élete hamarosan rosszra fordult, mikor egy Toecutter nevű őrült motoros bandájával került szembe. Egy üldözés során egy borzalmas balesetben neki köszönhetően halt meg Toecutter Night Rider nevű alvezére, majd a bosszúálló banda elevenen felgyújtotta Max legjobb barátját, Jim Goose motorosrendőrt. Ezzel betelt a pohár, Max beadta felmondását Fifi Mcaffee rendőrfőnöknek. Hogy maradásra bírják, megkapta a szervezet utolsó szuperautóját, a kompresszoros Pursuit Special Interceptort, valamint főnöke szabadságra küldte. A szabadság azonban rosszul végződött. Toecutterék megtalálták őket, előbb megölték kutyájukat, majd szándékosan halálra gázolták feleségét és fiát. Max teljesen összetört, majd bosszút fogadott. Ekkor halt meg a becsületes, fiatal Max Rockatansky és született meg Mad Max, a bosszúálló.
Max ezután illegálisan elvitte a rendőrség garázsából szuperkocsiját, majd egyenként leszámolt a motorosokkal, de közben életre szóló térdsérülést szerzett. Bosszújával maga is törvényen kívülivé vált, többé nem tért vissza a rendőrséghez. Noha hivatalból körözést adtak ki ellene, Fifi MacAffee kapitány maga sem szorgalmazta elfogását. Max a kormány felügyelete alól kiesett, anarchia dúlta sivatagban folytatta kettétört életét. Életének ezt a szakaszát láthatjuk a Mad Max című filmben.
A civilizáció pusztulása megállíthatatlanná vált a következő években. Ausztrália középső részének neve azokban az időkben már Wasteland, a Pusztulás Földje volt. Ekkorra Max már maga sem különb a többi országúti útonállónál, akik egy pár liter benzinért bármire képesek, igazi túlélővé vált. Lepusztult kocsijával és Kutya nevű kutyájával vándorolt az ausztrál sivatagban. A civilizáció egyik utolsó maradéka a sivatagban egy apró olajkút és oda menekített finomító volt, amit egy Papagallo nevű egykori olajmérnök és kis csapata működtetett és védett. Mikor Lord Humungus mindenre elszánt autósokból álló bandája megtámadta őket, Maxban feltámadt egykori embersége és segített nekik elmenekülni. Az akció során kutyáját lelőtték, kocsija felrobbant, fél szemére megvakult, de ezután is a sivatagban maradt. Életének ezt a szakaszát mutatja be a Mad Max 2 című film.

a negyven körüli Max Cserevárosban

Több, mint tíz év telt el ezután, közben lezajlott a városokat elpusztító atomháború. Max életének erről a szakaszáról nem sokat tudni, de időközben egy mindent túlélni képes, állig felfegyverzett, sokat látott emberré vált. Egy napon Max benzin nélkül maradt, tevék húzta kocsiját elrabolják. A kocsi nyomát követve hamarosan egy furcsa, csencselésre létrehozott városba ér, ahol már árverezik holmijait. A város vezetője megbízza egy aljas gyilkosság végrehajtásával, ha sikerül, mindent visszakap. Max vállalja, de utolsó pillanatban nem képes harcképtelenné vált ellenfelét megölni, ezért a sivatagba száműzik. Kis híján szomjan hal, amikor egy fiatal lány megtalálja, majd az elveszett gyerekek völgyébe viszi. A völgy egy túlélésre alkalmas hely a sivatagban, ahol egy kényszerleszállást végrehajtott repülő túlélő utasai, jórészt gyerekek és fiatal felnőttek várnak a menekülésre. A gép pilótája, Walker kapitány tíz éve ment el az akkori felnőttekkel segítséget hozni, de sosem tért vissza. A gyerekek azt hiszik, hogy Max a visszatért Walker kapitány, aki azért jött, hogy elvigye őket a sivatagból. Max megpróbálja maradásra bírni őket, de az őt megtaláló lány néhány gyerekkel elindul Max nyomán visszafelé, megtalálni a sivatagból kivezető utat. Max utánuk megy, de addigra már Csereváros az egyetlen esélyük. Sikerül innen is elmenekülniük, a gyerekek egy még működő kisrepülővel a lerombolt Sydneybe utaznak, a mindenét ismét elveszített Max a sivatagban marad. Életének ezt a szakaszát mutatja be a Mad Max 3 című film.